# Beat It (fitness)
Beat IT es una lección de fitness combat, precoreografiado. 
Utiliza combinaciones de boxeo y de kick boxing sobre ritmos musicales creados a propósito con sonidos (acentos musicales) que guían puños, patadas y esquivadas, creando sinergía entre sonido, movimiento y participantes, convirtiendo el entrenamiento en un verdadero espectáculo escenográfico particularmente estimulante.
Gracias al alto consumo calórico, entre 600 y 900 calorías en 60 min de entrenamiento, Beat IT ayuda a mejorar las funciones cardiovasculares, la resistencia / fuerza muscular integrada y el aspecto físico, optimiza el metabolismo de las moléculas de grasa.
Beat IT fue creado en el 2000 por el campeón sudamericano de 400 m vallas y entrenador personal Dorman Racines. 
Hoy Beat IT cuenta con 1800 instructores formados en 8 países, 2000 gimnasios y más de 600.000 practicantes en el mundo.
- Datos: Q5724024

y también puede ser bailado con cualquier música